# Hamburger Preis für Theoretische Physik
Der Hamburger Preis für Theoretische Physik wird seit 2010 verliehen. Die Auszeichnung wurde durch den von der Joachim Herz Stiftung geförderten Landesexzellenzcluster Frontiers in Quantum Photon Science ins Leben gerufen. Seit 2013 vergeben die Joachim Herz Stiftung und das Hamburg Centre for Ultrafast Imaging (CUI) den Preis gemeinsam, 2018 ist das gemeinsam von der Universität Hamburg und DESY getragene Hamburger Wolfgang Pauli Centre als weiterer Partner hinzugekommen.
Der seit 2023 mit 137.036 Euro dotierte Preis wird für herausragende Forschungsleistungen im Bereich der Theoretischen Physik verliehen und ist mit einem Forschungs- und Lehraufenthalt der Wissenschaftlerin oder des Wissenschaftlers in Hamburg verbunden.
Das Preisgeld ist eine Anspielung auf die Sommerfeldsche Feinstrukturkonstante, die in der Theoretischen Physik eine wichtige Rolle spielt.
Die Preisverleihung findet jährlich im November statt.

## Preisträger
- 2010 Maciej Lewenstein, ICFO – The Institute of Photonic Sciences
- 2011 Peter Zoller, Universität Innsbruck
- 2012 Shaul Mukamel, University of California, Berkeley
- 2013 Chris H. Greene, Purdue University
- 2014 Antoine Georges, Collège de France, École polytechnique, Universität Genf
- 2015 Juan Ignacio Cirac Sasturain, Max-Planck-Institut für Quantenoptik
- 2016 Mikhail Katsnelson, Radboud-Universität Nijmegen
- 2017 Andrew Millis, Columbia University
- 2018 Hirosi Ooguri, California Institute of Technology
- 2019 Matthias Troyer, ETH Zürich
- 2020 Valery Rubakov, Russische Akademie der Wissenschaften
- 2021 Eugene Demler, Harvard University
- 2022 Nicola Spaldin, ETH Zürich
- 2023 Edward Witten, Institute for Advanced Studies